# Agrotis ceropachoides
Agrotis ceropachoides är en fjärilsart som beskrevs av Achille Guenée 1868. Agrotis ceropachoides ingår i släktet Agrotis och familjen nattflyn. Inga underarter finns listade i Catalogue of Life.